# 臨江駅
臨江駅（りんこうえき）は、中華人民共和国江蘇省南京市浦口区にある、南京地下鉄10号線の駅である。

## 駅名
駅名については、事業着手当初は南京地下鉄集団は「珠江東駅」、「臨江大道駅」などの仮称を用いており、運営開始前に駅名が「臨江駅」に決定したことが発表された。

## 歴史
- 2014年7月1日、10号線の駅として開業[2]。

## 隣の駅
南京地下鉄
■10号線
江心洲駅- 臨江駅 - 浦口万匯城駅